# 航海家冰川
航海家冰川（英語：Seafarer Glacier），是南極洲的冰川，位於維多利亞地的博克格雷溫克海岸，流經韋布冰原，最終注入馬里納冰川，由新西蘭探險隊命名，現時由南極條約體系管理。